# John Weldon
Pour les articles homonymes, voir Weldon.
John Weldon (Chichester, Sussex, 19 janvier 1676 - Londres, 7 mai 1736) est un compositeur anglais. 

## Biographie
Il fait ses études au collège d'Eton, où il reçoit sa première éducation musicale en étant chantre dans le chœur de l'institution. Il complète ultérieurement sa formation de musicien et de compositeur auprès de Henry Purcell.
En 1694, il est nommé « organiste du New College à Oxford » et assure cette charge jusqu'en 1704.
Entre-temps, en 1700, il est lauréat d'une compétition pour adapter en masque la pièce The Judgement of Paris de William Congreve, devançant John Eccles, Daniel Purcell, frère cadet d'Henry, et Godfrey Finger. La même année, il entre au service de la Chapel Royal, où il est « nommé gentilhomme en 1701, organiste en 1708 et compositeur en 1715 ». C'est grâce à cette dernière charge qu'il peut exercer son art de la composition dans le domaine de la musique sacrée. Outre de la musique de scène, dont celle pour la pièce de Shakespeare The Tempest, souvent attribuée à Purcell, mais à laquelle Weldon aurait à tout le moins contribué, l'essentiel de sa production est constitué par des anthems. Sous le titre Divine Harmony, il en publie à Londres, en 1716-1717, un recueil en comptant six, mais des recherches menées au XXIe siècle ont permis d'en dénombrer une trentaine de sa main.  Il a aussi publié trois livres de chants avec basse continue et, en outre, « on retrouve de nombreux chants de sa composition dans les recueils collectifs de l'époque ».
Weldon a également occupé les fonctions d'organiste aux églises londoniennes de Saint-Bride (à partir de 1702) et de St Martin-in-the-Fields (à partir de 1714).

## Œuvres

### Musique sacrée

#### Anthems
Liste des anthems en ordre chronologique probable :
| Titre                                                                          | Numéro au catalogue | Genre                      | Date de composition                          |
| O praise God in his holiness                                                   | JW24                | Short Full Anthem          | 1701                                         |
| O praise the Lord for it is a good thing                                       | JW25                | Short Full Anthem          | 1701                                         |
| O Lord, rebuke me not                                                          | JW1                 | Solo Anthem                | avant 1702                                   |
| I will lift up mine eyes                                                       | JW5                 | Solo Anthem                | avant 1702                                   |
| O how pleasant are thy dwellings                                               | JW8                 | Solo Anthem                | avant 1702                                   |
| Blessed be the Lord my strength                                                | JW2                 | Solo Anthem                | avant 1702                                   |
| O praise the Lord of heaven                                                    | JW3                 | Solo Anthem                | avant 1702                                   |
| O praise the Lord, laud ye the name of the Lord (version d'Oxford)             | JW9a                | Verse Anthem               | avant 1702                                   |
| Thou art my portion                                                            | JW4                 | Solo Anthem                | probablement avant 1702                      |
| Have mercy upon me                                                             | JW6                 | Solo Anthem                | 1700-1705                                    |
| O God thou hast cast us out                                                    | JW7                 | Solo Anthem                | 1703 ou 1704                                 |
| O sing unto the Lord a new song                                                | JW12                | Verse Anthem               | 9 janvier 1707 ou 1708                       |
| Ponder my words                                                                | JW15                | Verse Anthem               | 1708-1712                                    |
| Praise the Lord ye servants                                                    | JW14                | Verse Anthem               | 1708-1712                                    |
| O praise the Lord, laud ye the name of the Lord (version pour la Chapel Royal) | JW9b                | Verse Anthem               | 1708-1712                                    |
| Sanctus and Gloria                                                             | JW26/27             | Full Service (with verses) | vers 1708                                    |
| Rejoice in the Lord                                                            | JW13                | Verse Anthem               | 17 février 1708 ou 1709                      |
| O praise the Lord, ye that fear him                                            | JW16                | Verse Anthem               | après février 1708 ou 1709 ; avant 1713-1714 |
| O give thanks unto the Lord                                                    | JW35                | Verse Anthem               | 22 novembre 1709                             |
| Blessed is the man that feareth                                                | JW34                | Verse Anthem               | 1708-1712                                    |
| Blessed are those that are undefiled                                           | JW33                | Verse Anthem               | 1708-1712                                    |
| The King shall rejoice                                                         | JW17                | Verse Anthem               | vers 1710-1715                               |
| Hear my crying, O God                                                          | JW19                | Full-with-verses Anthem    | 1712-1715                                    |
| In thee, O Lord                                                                | JW20                | Full-with-verses Anthem    | 1712-1715                                    |
| Turn thou us, O good Lord                                                      | JW22                | Full-with-verses Anthem    | 1711-1713                                    |
| The Princes of the People                                                      | JW37                | Verse Anthem               | avant 1714, probablement en 1713             |
| Service in D                                                                   | JW28/29/31/32       | Full Service (with verses) | 1714-1717                                    |
| O be joyful                                                                    | JW10                | Verse Anthem               | vers 1715-1722                               |
| O Lord, let me hear thy loving kindness                                        | JW11                | Verse Anthem               | vers 1715-1722                               |
| I will love thee, O Lord                                                       | JW36                | Verse Anthem               | vers 1715-1722                               |
| Who can tell how oft he offendeth                                              | JW21                | Full-with-verses Anthem    | vers 1715-1716                               |
| Let God arise                                                                  | JW18                | Verse Anthem               | vers 1715-1722                               |

### Musique profane

#### Masques
- The Judgement of Paris (6 mai 1701)
- Orpheus and Euridice (vers 1701)

#### Musiques de scène
- Britain's Happines (1704)
- The Tempest (1712), probablement en collaboration

## Sources
- Marc Honegger (dir.), Dictionnaire de la musique : les hommes et les leurs oeuvres, t. 2 : L - Z, Paris, Bordas, coll. « Collection Marc Honegger », 1986, 1365 p. (ISBN 978-2-04-016327-3, OCLC 248251688)